# Campidoglio (Madison)
Il Campidoglio di Madison (in inglese Wisconsin State Capitol) è la sede governativa dello Stato del Wisconsin, negli Stati Uniti d'America.
Fu completato nel 1906 dall'architetto George Browne Post e costruito in stile Beaux-Arts.